# Synodontis angelicus
Synodontis angelicus là một loài cá da trơn lộn ngược thuộc họ Mochokidae. Loài này có nguồn gốc từ lưu vực sông Congo của Cameroon, Cộng hòa Dân chủ Congo và Cộng hòa Congo. Nó được mô tả lần đầu tiên vào năm 1891 bởi nhà ngư học người Bỉ Louise Schilthuis sau khi phát hiện ra nó ở trong hồ Malebo của sông Congo. Tên "angelicus" có nghĩa là tuyệt trần hay tuyệt phẩm bởi vì những cá thể sắp trưởng thành của loài này có màu sáng tươi sáng.
Khi trưởng thành, mỗi cá thể có thể có kích thước từ 9 đến 18 cm (3,5 và 7,1 in). Tuy nhiên, có trường hợp có cá thể dài đến 55 cm (22 in) ở trong tự nhiên. Màu sắc từ xám đến tím đậm. Đầu, hai bên thân, vây mỡ (adipose fin) có đốm từ vàng đỏ đến nâu đỏ. Những cái đốm này phân bố đều trên cơ thể của nó và có thể có viền màu tím đậm. Vây chúng có màu tím đậm và có các đốm và sọc có màu hơi nâu nâu. Những cá thể gần trưởng thành có kích thước chỉ từ 4 đến 9 cm, có màu sắc nổi bật như màu đỏ hoặc tím có đốm màu trắng.
Tia vây đầu tiên của vây lưng và vây ngực cứng và có răng cưa. Hàm trên có răng hình nón, hàm dưới thì có hình chữ S và những cái răng ở đó có thể di chuyển.
Loài này được buôn bán để làm cảnh. Chúng chủ yếu sống về đêm.
Chúng sẽ đào nên để trú ẩn và có thể làm cây bật gốc.
Thức ăn của chúng là những động vật sống nhỏ hơn hay thức ăn được chế biến sẵn.
Chúng thích nhiệt độ nước từ 24 đến 28 °C (75 đến 82 °F), độ pH từ 6,0 đến 8,0 và độ cứng từ 5 đến 19 dGH.